# The Magnificent Lie
Pour plus de détails, voir Fiche technique et Distribution.
The Magnificent Lie est un film américain réalisé par Berthold Viertel, sorti en 1931.

## Fiche technique
- Titre français : The Magnificent Lie
- Réalisation : Berthold Viertel
- Scénario : Vincent Lawrence, Leonard Merrick (en) et Samson Raphaelson
- Photographie : Charles Lang
- Pays d'origine : États-Unis
- Format : Noir et blanc
- Genre : drame
- Durée : 81 minutes
- Date de sortie : 1931

## Distribution
- Ruth Chatterton : Poll
- Ralph Bellamy : Bill Childers
- Stuart Erwin : Elmer Graham
- Françoise Rosay : Rosa Duchêne
- Sam Hardy : Larry
- Charles Boyer : Jacques
- Tyler Brooke : Pierre LeCoeur
- Tyrell Davis (en) : Clarence
- Jean Del Val : le régisseur